# Saint-Pardoux-du-Breuil
Saint-Pardoux-du-Breuil település Franciaországban, Lot-et-Garonne megyében. Lakosainak száma 618 fő (2022. január 1.). Saint-Pardoux-du-Breuil Taillebourg, Birac-sur-Trec, Fourques-sur-Garonne, Longueville, Marmande és Virazeil községekkel határos.

## Népesség
A település népessége az elmúlt években az alábbi módon változott:
| Lakosok száma | 493  | 511  | 561  | 579  | 601  | 606  | 612  | 608  | 606  | 618  |
|               | 1968 | 1982 | 1990 | 2006 | 2013 | 2015 | 2017 | 2019 | 2020 | 2022 |